# Boran

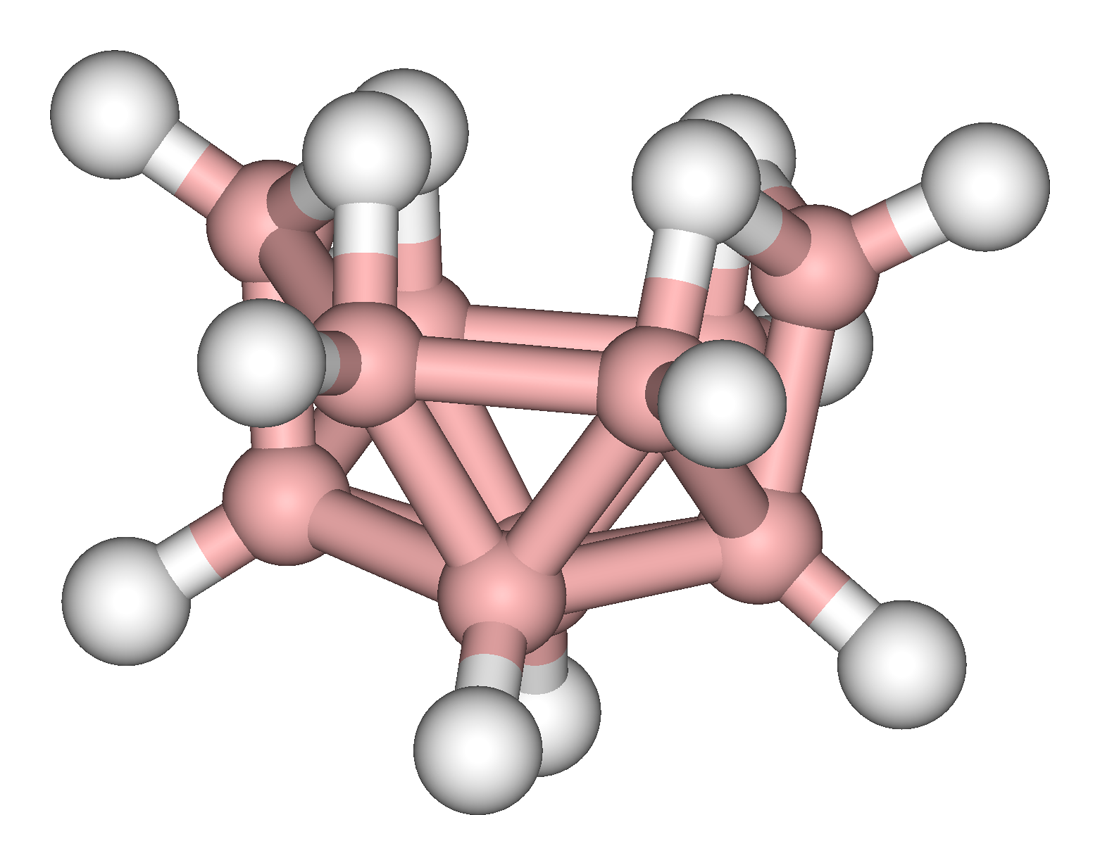
Nido-Decaboran visar den komplexa strukturen hos en stor boranmolekyl.

Boraner är detsamma som borväten, det vill säga föreningar av grundämnena bor och väte. De kan användas som reagens i den organiska kemin till bland annat reduktion och hydroborering.
En av de mer använda boranerna är diboran, B2H6, en gas som oftast används löst i ett lösningsmedel. Diboran kan självantända i fuktig luft och brinner med en grön låga.
Boraner finns på grund av deras reaktivitet inte naturligt, utan framställs syntetiskt.
Herbert C. Brown tilldelades 1979 (tillsammans med Georg Wittig) nobelpriset i kemi för sitt arbete med borföreningar.

## Struktur
På grund av att bor har tre valenselektroner så strävar atomerna att bilda polyedrar (deltaedrar). Den mest avancerade är dodekaboran som bildar en komplett ikosaeder. Molekyler med 4 – 10 boratomer kan bilda olika strukturer beroende på hur många väteatomer som finns med. Därför är det nödvändigt med prefix för att skilja dessa molekyler åt. Prefixen är baserade på molekylens geometriska form.
| Prefix  | Formel | Form                             |
| ------- | ------ | -------------------------------- |
| closo–  | BnHn2– | komplett n-hörnig polyeder       |
| nido–   | BnHn+4 | n hörn av en n+1-hörnig polyeder |
| arakno– | BnHn+6 | n hörn av en n+2-hörnig polyeder |

## Översikt
| Namn              | Formel   | Molmassa | Smältpunkt | Kokpunkt | Struktur                                    |
| ----------------- | -------- | -------- | ---------- | -------- | ------------------------------------------- |
| Diboran           | B2H6     | 27,67    | -165,5     | 92,5     | Linjär                                      |
| Closo-tetraboran  | B4H42–   | 47,27    | —          | —        | En komplett tetraeder                       |
| Arakno-tetraboran | B4H10    | 53,33    | -121       | 18       | 4 hörn (2 sidor) av en oktaeder             |
| Nido-Pentaboran   | B5H9     | 63,13    | -47        | 60       | 5 hörn (4 sidor) av en oktaeder             |
| Arakno-Pentaboran | B5H11    | 65,14    | -123       | 65       | En pentagon                                 |
| Closo-Hexaboran   | B6H62–   | 70,91    | —          | —        | En komplett oktaeder                        |
| Nido-Hexaboran    | B6H10    | 74,95    | -62        | 108      | 6 hörn (5 sidor) av en pentagonal dipyramid |
| Arakno-Hexaboran  | B6H12    | 76,96    | -82        | 80 – 90  | 6 hörn (4 sidor) av en trigondodekaeder     |
| Closo-Oktaboran   | B8H82–   | 94,55    | —          | —        | En komplett trigondodekaeder                |
| Nido-Oktaboran    | B8H12    | 98,59    | -20        | —        | 8 hörn (9 sidor) av ett triangelprisma      |
| Arakno-Oktaboran  | B8H12    | 98,58    | —          | —        | 8 hörn (8 sidor) av en ikosaeder            |
| Closo-Dekaboran   | B10H102– | 118,19   | —          | —        | En komplett antiprismaförlängd oktaeder     |
| Nido-Dekaboran    | B10H14   | 122,22   | 99,7       | 213      | 10 hörn (12 sidor) av en ikosaeder          |
| Dodekaboran       | B12H122– | 141,74   | —          | —        | En komplett ikosaeder                       |